# Qin-dynastie
De Qin-dynastie (Hanyu pinyin Qín Cháo, Traditioneel Chinees 秦朝, Wade-Giles Ch'in Ch'ao) (spreek uit: tsjin) werd opgericht in 221 v.Chr. en kwam in 206 v.Chr. ten val. Zij werd voorafgegaan door de Oostelijke Zhou-dynastie en gevolgd door de Westelijke Han-dynastie. De naam China is van Qin afgeleid.

## Ontstaan
De Qin-dynastie ontstond nadat het de staat Qin in 221 v.Chr. was gelukt om zes rivaliserende staten in China te veroveren. Gezien de omvang van het nieuwe rijk vond koning Ying Zheng van Qin het gepaster om zich met de keizerstitel te bekleden. Hij noemde zich 'eerste keizer' (Shi Huang Di) en verordende dat zijn opvolgers met de titel Tweede Keizer, Derde Keizer etc. bekleed zouden worden.

## Inrichting
De Qin-dynastie was het eerste keizerrijk in de geschiedenis van China. De 'eerste keizer' (in de Volksrepubliek bekend onder de naam Qin Shi Huang) zette een autocratisch bestuurlijk apparaat op dat een piramidale structuur had met het keizerlijk hof aan de top. Aan het hof, gevestigd in de hoofdstad Xianyang (in de huidige provincie Shaanxi), werd de keizer bijgestaan door de chengxiang (de eerste minister voor bestuurlijke zaken), de tai wei (de maarschalk voor militaire zaken) en de yu shi (de censor voor het toezicht op alle ambtenaren).
Het Qin-rijk werd onderverdeeld in 36 prefecturen (later uitgebreid tot 40) die weer bestonden uit een aantal provincies. Zowel de prefecturen als de provincies hadden hun eigen hoogwaardigheidsbekleders. De belangrijke publieke taken zoals onderwijs, rechtspraak, fiscaliteit en ordehandhaving vonden plaats op gemeenteniveau. Overeenkomstig de ideeën van Shang Yang waren de huishoudens, waarin de mannen het land bewerkten en de vrouwen weefwerk deden, als kleinste maatschappelijke eenheid het fundament van de Qin-dynastie. Alle bestuurlijke eenheden werden onder strakke controle gehouden door middel van regelgeving, meldingsplichten en straffen bij onderprestatie.
De nieuwe organisatie van het rijk werd geleidelijk ingevoerd. Sommige staten uit de Periode van de Strijdende Staten (zoals Wei) bleven nog enige tijd voortbestaan, voordat zij allen werden afgeschaft. Belangrijkste verschil met de voorafgaande dynastieën was het autocratisch karakter van de organisatie. Alle directieven vanuit de top van de piramide moesten worden uitgevoerd en konden niet meer door adel naast zich worden neergelegd. De macht van de lokale adel werd gebroken door confiscatie van hun wapens en het slechten van de verdedigingsmuren van hun steden. Rijke families werden gedwongen in Xianyang te verblijven en kwamen daarmee direct onder keizerlijk controle te staan. Om zijn macht te tonen trok de keizer vaak met groot gevolg door het rijk, met name naar het gebied van de voormalige staten Qi en Chu. Veelal liet hij dan gedenkplaten achter met een beschrijving van zijn wapenfeiten.

## Economie en samenleving
De stevige centralisatie maakte het mogelijk valuta, maten, gewichten en schrift te uniformeren. Het handhaven van regionale rekeneenheden werd als verraad beschouwd. Door de uniformering kon economisch en bestuurlijk efficiënter worden gehandeld. Gevolg van de centralisatie was ook dat China veel lokale tradities verloor.
Er werden vele wegen aangelegd die soms reiken tot aan de grenzen van het moderne China. De twee belangrijkste ‘keizerlijke triomfwagen wegen’ liepen vanuit Xianyang oostwaarts (richting de huidige provincie Shangdong) en zuidwaarts (richting de huidige provincie Zhejiang) en waren aan beide zijden beplant met pijnbomen. Het meest bekend waren de Zhidaoweg, die bergen en valleien doorkruiste, en de voor een groot deel van planken gemaakte Zhandaoweg. Naast wegen werden er ook nieuwe kanalen aangelegd. Het Lingqukanaal (aangelegd in de huidige regio Guangxi Zhuang) verbond de rivieren Lijiang en Xiangjiang met elkaar en fungeerde als doorgang tussen de rivierenstelsels van de Jangtsekiang en Parelrivier. Door deze trans-Chinese infrastructuur werd ook de eenheid van het nieuwe rijk bevestigd. Verdedigingsmuren die tussen de Zhou-staten hadden bestaan werden neergehaald.
Het hoge ontwikkelingsniveau van de Chinese arbeiders en ingenieurs komt echter in eerste instantie naar voren in de bouw van de Chinese Muur die de eerder tijdens de Periode van de Strijdende Staten gebouwde verdedigingsmuren van de staten Qin, Zhao en Yan aan de noordgrens van het rijk met elkaar verbond. Deze muur bood bescherming tegen de barbaarse nomadenstammen in het noorden, waarvan meerdere stammen een confederatie hadden gevormd onder leiding van de Xiongnu.

## Verhouding tot niet-Chinese wereld
Met de niet-Chinese volkeren werd veel handel gedreven, waarbij de uitvoer voornamelijk uit zijde en gelakte voorwerpen, en de invoer uit hout en vee bestond. Met de opkomst van de strijdlustige nomadenstammen in het noorden kreeg de verhouding met de vreemde volkeren een meer defensief karakter, zoals de Chinese muur ook getuigt. In 213 v.Chr. zag Qin Shi Huang zich genoodzaakt een troepenmacht van 100.000 soldaten tegen de Xiongnu uit te sturen.
Er vond een expansie van het Qin-rijk naar het zuiden plaats. Er werden expedities uitgezonden naar de gebieden die tegenwoordig de provincies Fujian en Guangxi vormen en zelfs naar het huidige Vietnam.

## Geestelijk leven
Er wordt beweerd dat de Eerste Keizer allerlei boeken uit vorige regimes heeft laten verbranden in 213 v.Chr. Om die reden zou zijn verordonneerd alle boeken, inclusief Confucius’ gezaghebbende Shijing (Boek der Liederen) en Shujing (Boek der Documenten), te verbranden, behalve de boeken van Qin-geleerden en geneeskundeboeken. Op overtreding van dit gebod stonden strenge straffen. Geleerden zouden ook zijn verboden om überhaupt nog te spreken over het verleden. Toen de keizer ter ore kwam dat hij in het geheim toch nog werd bekritiseerd, liet hij een onderzoek uitvoeren en naar aanleiding daarvan zou hij in 210 v.Chr. 460 of meer geleerden levend hebben laten begraven. Hiermee kwam een einde aan de Honderd Scholen van het denken. Het legalisme dat uitging van de almacht van de wetgever, sloot goed aan op de denkbeelden van het Qin-regime en werd de enige toegestane filosofie. De vergroting van toegang tot onderwijs, zoals die tijdens Oostelijke Zhou-dynastie was ingezet, werd tenietgedaan door onderwijs louter toe te staan ter opleiding van overheidsambtenaren. Of deze zogeheten "Boekverbranding en geleerdenbegraving" daadwerkelijk zo is gebeurd, wordt door moderne historici echter betwijfeld.

## Tirannie
De structuur van het Qin-bestuur vergemakkelijkte de controle over alle geledingen van de samenleving. Niet alleen dissidente geleerden, maar ook boeren werden in toenemende mate onderdrukt. Dienstplicht en dwangarbeid droegen hieraan ook in hoge mate bij. Voor sommige infrastructurele projecten, de bouw van de Chinese muur en bouwwerken zoals het Epangpaleis (voltooid in 212 v.Chr.) en het mausoleum van Qin Shi Huang met het beroemde terracottaleger werden honderdduizenden arbeiders ingezet waarvan vele door het zware werk stierven. Er heerste bovendien een grote rechtsonzekerheid, waarbij iedereen onder elk mogelijk voorwendsel zomaar hard kon worden bestraft. Groeiende onvrede onder de bevolking maakte de situatie steeds explosiever. 
De tegenstellingen werden verder verscherpt na de dood van Qin Shi Huang in 210 v.Chr. toen de Eerste Minister Li Si en de eunuch Zhao Gao hun opponenten kroonprins Fu Su en generaal Meng Tian uit de weg ruimden en Huhai, de tweede zoon van de overleden keizer, op de troon zetten als Tweede Keizer oftewel Er Shi. Huhai rekende met iedereen af die hem niet aanstond inclusief leden van de adel en zelfs zijn eigen familie. Nu wreekte zich dat door de machtsconcentratie de stabiliteit van het regime volledig afhing van het karakter van de keizer. Het schrikbewind van Huhai lokte binnen tien maanden een opstand uit. 

## Opstanden en ondergang

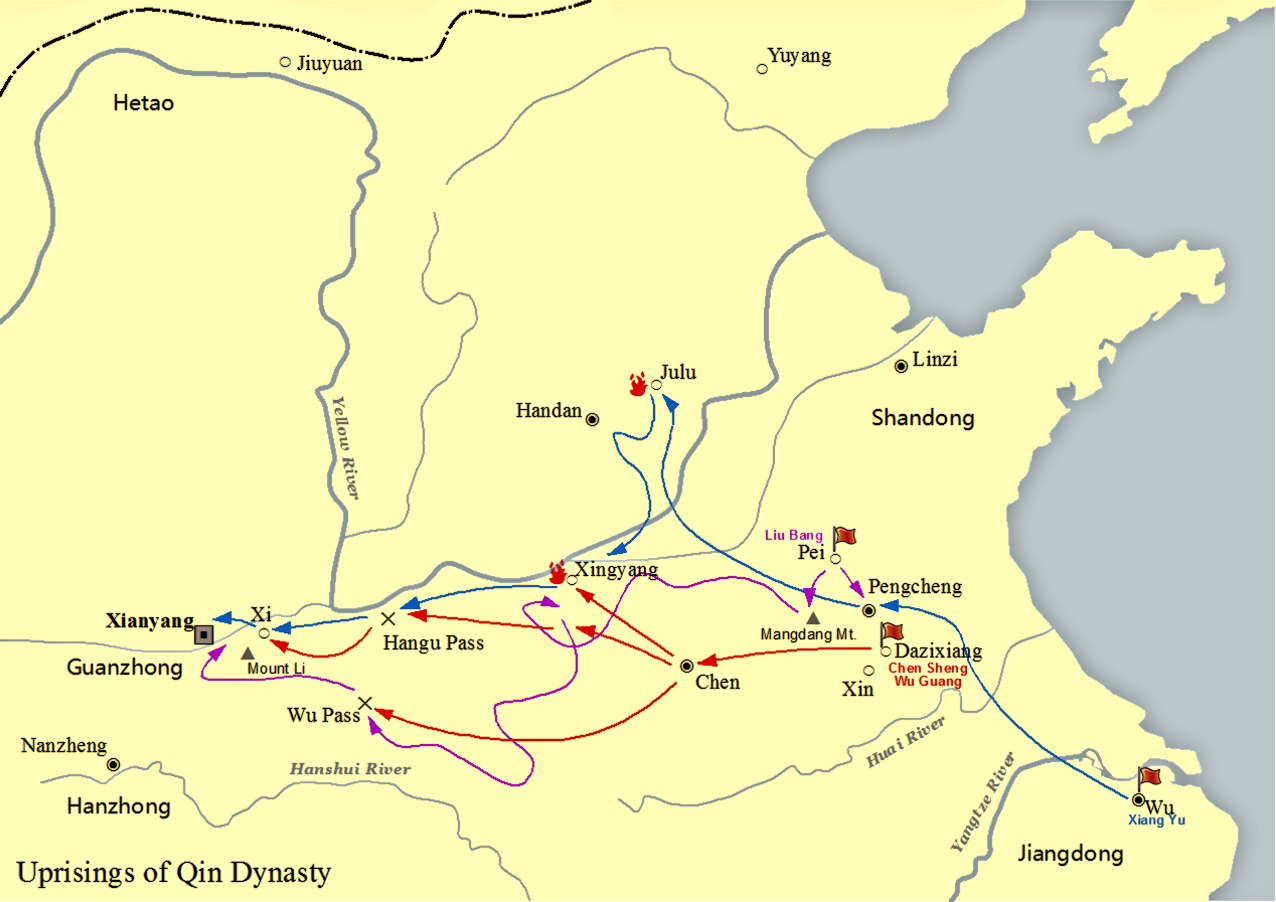
Opstanden tegen de Qin-dynastie.

De eerste opstand, ook wel de Daze-opstand genoemd, duurde van juli tot december 209 v.Chr. en werd door de eenvoudige boeren Chen Sheng en Wu Guang ingezet. Na aanvankelijk succes werd deze opstand door de Qin-generaal Zhang Han gebroken en werden de opstandelingenleiders vermoord.
Na de Daze-opstand verrezen Xiang Yu en Liu Bang als leiders van de opstand. Liu Bang, die van eenvoudige komaf was, bezette met een groep rebellen zijn geboorteplaats Peixian (in de huidige provincie Jiangsu). Xiang Yu, die een adellijke afkomst had, leidde met zijn oom Xiang Liang, de zoon van de voormalige Chu-generaal Xiang Yan, een opstand in Guiji (het huidige Suzhou). Met 8.000 opstandelingen trokken zij over de rivier Changjiang. Toen zij hoorden dat Cheng Sheng was vermoord, riepen zij de kleinzoon van de voormalige Chu-koning Huai tot gelijknamige koning uit. Daarna zochten zij aansluiting bij de opstand van Liu Bang.
Door groeiende arrogantie en nonchalantie werd Xiang Lang in de een verrassingsaanval bij Dingtao (in de huidige provincie Shandong) verslagen door generaal Zhang Han en vermoord. Vervolgens omsingelde Zhang Han de hoofdmacht van de opstandelingen bij Julu (in Xingtai in de huidige provincie Hebei). De nieuwbakken koning Huai beval Xiang Yu en Song Yi om de opstandelingen te ontzetten. Song Yi weigerde bij Anyang (in de huidige provincie Henan) verder op trekken, waarna hij door Xiang Yu werd vermoord. Xiang Yu trok vervolgens met zijn leger over de rivier Zhanghe en liet alle vaartuigen achter zich vernietigen, zodat er voor de opstandelingen geen mogelijkheid meer was om de strijd te ontvluchten. Het lukte hen om het Qin-leger vernietigend te verslaan en Zhang Han te dwingen zich met 200.000 soldaten over te geven. De slag bij Julu markeerde het einde van de militaire macht van de Qin-dynastie. Ondertussen was Liu Bang, ook op bevel van koning Huai, bijna ongehinderd naar het westen opgetrokken. Binnen een jaar hadden zijn troepen de Wuguan-pas ingenomen (in de huidige provincie Henan), de poort naar het hart van de Qin-dynastie: de hoofdstad Xianyang.
In Xianyang had Zhao Gao inmiddels Li Si (208 v.Chr.) voor verraad laten terechtstellen en de Tweede Keizer (207 v.Chr.) laten vermoorden om diens neef Ziying op de troon te zetten. Deze nam niet de titel Derde Keizer aan, maar Koning van Qin. De positie van Qin was inmiddels al zodanig verzwakt dat ook de adel uit de voormalige Zhou-staten zich weer militair durfde te organiseren. Liu Bang zette het beleg van Xianyang in en dwong Zi Ying tot overgave bij Bashang. Hiermee was in de winter van 207 v.Chr. de dynastie beëindigd wat voor de eerste keer in Chinese geschiedenis het werk van gewone boeren was. Door het ontstane machtsvacuüm ontstond vervolgens de Chu-Han-oorlog om de hegemonie in China.